# الكسندر جاكسون مولر
الكسندر جاكسون مولر (بالدنماركية: Alexander Jackson Møller)‏ (21 يناير 1990 في الدنمارك - ) هو لاعب كرة قدم دانمركي في مركز الدفاع. لعب مع آرهوس جمناستيك فورينينغ وBÍ/Bolungarvík ‏ وAarhus Fremad ‏ وBoldklubben 1908 ‏ وHobro IK ‏.

## وصلات خارجية
- الكسندر جاكسون مولر على موقع قاعدة بيانات كرة القدم.إي يو (الإنجليزية)
- الكسندر جاكسون مولر على موقع Soccerway.com (الإنجليزية)